# Black as Night
Black as Night ist ein US-amerikanischer Horrorthriller von Regisseurin Maritte Lee Go, der am 1. Oktober 2021 bei Prime Video veröffentlicht wurde. In den Hauptrollen sind Asjha Cooper, Fabrizio Guido und Keith David zu sehen.

## Handlung
Auch noch 15 Jahre nach dem Hurrikan Katrina spürt die in New Orleans lebende afroamerikanische Teenagerin Shawna die Auswirkungen. Viele Menschen wurden an die Armutsgrenze gedrängt, so auch ihre Mutter Denise, die im als Drogenhochburg bekannten Sozialbau „Ombreux“ lebt. Während innerhalb der Stadt öffentlich über einen Abriss der Einrichtung debattiert wird, lebt Shawna gemeinsam mit ihrem Bruder Jamal bei ihrem Vater Steven und verbringt ihre Freizeit größtenteils mit ihrem besten Freund Pedro. Als beide eines Abends eine Party besuchen, auf der Shawna von ihrem Schwarm Chris abgewiesen wird, tritt sie alleine den Heimweg an und wird von einer Gruppe obdachloser Vampire überfallen. Obwohl sie gebissen wird, verwandelt sie sich nicht, sondern erzählt ihre Erlebnisse dem zunächst skeptischen Pedro. Als beide erkennen, dass es die Vampire vornehmlich auf sozial schwächere, schwarze Personen sowie Obdachlose und Junkies abgesehen haben, sucht Shawna aus Sorge um ihre Mutter das Ombreux auf.
Zu Shawnas Entsetzen wurde ihre Mutter bereits in einen Vampir verwandelt, woraufhin sie bei einem Kontakt mit Sonnenlicht Feuer fängt, brennend aus dem Sozialbau stürzt und stirbt. Schockiert über den plötzlichen Tod ihrer Mutter entschließt sich Shawna dazu, an den Vampiren Rache zu nehmen. Über die von Vampiren begeisterte Granya verschaffen sich Shawna und Pedro Informationen über die Kreaturen und besorgen sich allerlei Waffen. Dem Duo schließt sich auch Chris an, der Shawna während seiner Beileidsbekundung Hilfe angeboten hat. Zu dritt machen sie den im Ombreux lebenden Vampir Marvin ausfindig, der angibt, ein Vampir namens Lefrak sei für die Verwandlung von Denise verantwortlich. Nachdem Shawna Marvin einen Pflock ins Herz gerammt hat, rekrutiert sie Granya für den bevorstehenden Besuch bei Lefrak. Gemeinsam geben sie sich als Prostituierte aus, woraufhin Shawna zu Lefrak gelassen wird und ihn töten kann. Die anschließend durch Pedro und Chris ermöglichte Flucht bleibt jedoch nicht ohne Folgen: Babineaux, der Anführer der Vampire, erklärt die Gruppe zu einem Ziel.
Zwar können sich die vier in die Wohnung von Shawna retten, doch schon kurz darauf werden sie von Vampiren angegriffen, die Babineaux gesandt hat. Zu ihrem Überraschen kommt ihnen der Vampir Tunde zu Hilfe, den Shawna bereits vor dem Haus von Lefrak gesehen hat. Nachdem er alle Angreifer besiegen konnte, offenbart er, dass der ehemalige Sklave Babineaux einer der letzten sich von Menschenblut ernährenden Vampire ist, der eine Vampir-Armee der sozialen Unterschicht aufbauen möchte. Da Shawna den Aufenthaltsort des mittlerweile untergetauchte Babineaux vermutet, macht sie sich gemeinsam mit Pedro und Chris erneut auf den Weg zum Haus von Lefrak. In einem ehemals für Sklaven gedachten Tunnel unterhalb des Gebäudes hält sich der Anführer gemeinsam mit weiteren Vampiren versteckt. Als es zum Kampf kommt, wird Chris außer Gefecht gesetzt, während Pedro umgebracht wird. Babineaux versucht Shawna argumentativ von seinen Ansichten zu überzeugen, möchte er doch die soziale Benachteiligung der größtenteils afroamerikanischen Unterschicht bekämpfen. Shawna geht auf seine Angebote jedoch nicht ein und tötet ihn stattdessen mit einem Pflock.
Einige Zeit später musste Shawna lernen, mit den Toden ihrer Mutter und von Pedro umzugehen. Gleichzeitig hat sie mit Granya eine Freundin fürs Leben und in Chris ihre Liebe gefunden. Als es eines Tages an ihrer Tür klopft, steht der von den Toten wieder auferstandene Pedro davor.

## Produktion
Im Zuge der Kollaboration zwischen Blumhouse Television und den Amazon Studios wurden im Oktober 2020 die letzten vier Filme der achtteiligen Welcome-to-the-Blumhouse-Anthologiereihe für das Jahr 2021 angekündigt. Unter den Filmen, die sich allesamt um institutionellen Horror und persönliche Phobien drehen sollten, befand sich auch der von Sherman Payne geschriebene Black as Night. Die Regisseurin Maritte Lee Go, die zuvor vor allem Kurz- und Werbefilme inszeniert hatte, gab mit dem Film ihr Spielfilmdebüt. Zu der angekündigten Besetzung zählten Asjha Cooper, Fabrizio Guido, Keith David, Mason Beauchamp, Abbie Gayle, Frankie Smith und Craig Tate, während Jason Blum, Jeremy Gold, Marci Wiseman, Lisa Bruce, Maggie Malina und Guy Stodel als Executive Producer fungierten.
Drehbuchautor Sherman Payne begann mit der Entwicklung von Black as Night bereits Mitte der 2010er Jahre als Reaktion auf den durch Werke wie Twilight, Vampire Diaries oder True Blood ausgelösten Vampir-Hype. Mit der Verlagerung der Erzählperspektive auf die afroamerikanische Bevölkerung wollte sich Payne von seinen Inspirationen grundlegend unterscheiden. Während der COVID-19-Pandemie überarbeitete er das Drehbuch aufgrund des kurz bevorstehenden Drehstarts und tauschte sich auch online über Zoom mit einem Writers’ Room aus. Die Dreharbeiten mit Kamerafrau Cybel Martin erfolgten in New Orleans unter strengen Hygieneprotokollen, die etwa tägliche SARS-CoV-2-Tests umfassten. Nachdem die Dreharbeiten pandemiebedingt unterbrochen werden mussten, wurden sie gleich nach Ende des Lockdowns wieder aufgenommen und abgeschlossen.
Erstes Bildmaterial zu Black as Night wurde am 24. August 2021 veröffentlicht; ein Trailer samt Filmposter folgte am 20. September. Die Weltpremiere erfolgte am 21. September 2021 in Chicago. Black as Night erschien am 1. Oktober 2021 gemeinsam mit Bingo Hell bei Prime Video; die Filme Madres – Der Fluch und The Manor folgten eine Woche später.

## Synchronisation

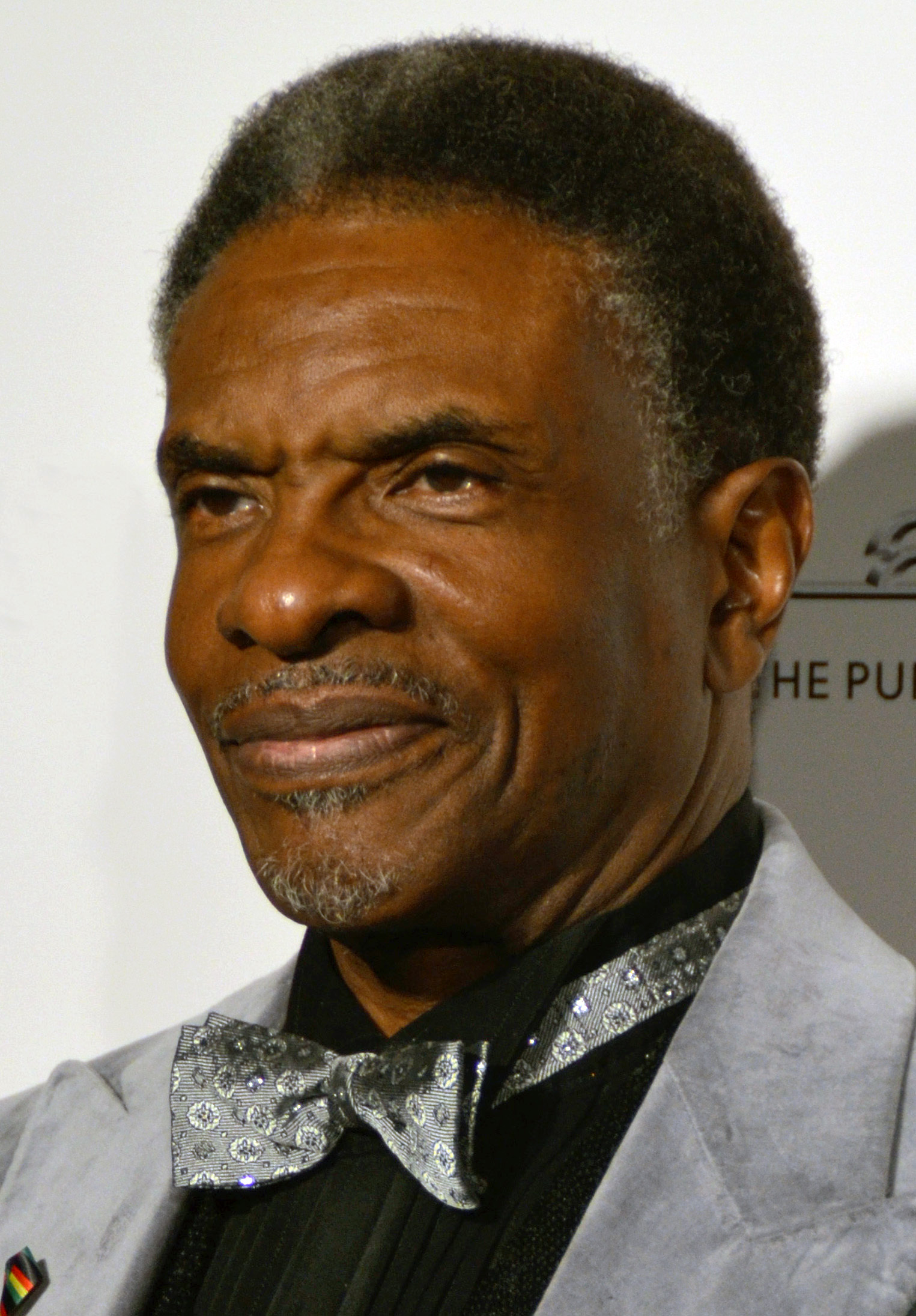
Der von Keith David porträtierte Babineaux möchte eine Vampir-Armee der afroamerikanischen Unterschicht aufstellen, um so die sozialen Benachteiligung bekämpfen zu können.

Die deutschsprachige Synchronisation entstand nach einem Dialogbuch und unter der Dialogregie von Ilya Welter bei Splendid Synchron.
| Rolle          | Darsteller         | Synchronsprecher     |
| -------------- | ------------------ | -------------------- |
| Shawna Watkins | Asjha Cooper       | Mayke Dähn           |
| Pedro          | Fabrizio Guido     | Tom Raczko           |
| Babineaux      | Keith David        | Volker Wolf          |
| Chris          | Mason Beauchamp    | Markus J. Bachmann   |
| Granya         | Abbie Gayle        | Céline Vogt          |
| Jamal Watkins  | Frankie Smith      | Luca Kämmer          |
| Steven Watkins | Derek Roberts      | Tobias Brecklinghaus |
| Denise Watkins | Kenneisha Thompson | Ilya Welter          |
| Lefrak         | Craig Tate         | Carlos Lobo          |
| Marvin         | Al Mitchell        | Dirk Hardegen        |
| Tunde          | Sammy Nagi Njuguna | Robert Steudtner     |
| Yakubu         | Tunde Laleye       | Michael-Che Koch     |

## Rezeption

### Kritiken
Black as Night wurde von Kritikern unterschiedlich aufgenommen. Während 70 % der bei Rotten Tomatoes gelisteten Filmkritiken positiv ausfielen, erhielt der Film bei Metacritic einen Metascore von 53 von 100 möglichen Punkten.
Phil Hoad resümiert in seiner Kritik für den Guardian, auch wenn Black as Night mit geschichtlichen Verweisen ziemlich durcheinander komme und auf thematisierte gesellschaftspolitische Fragen keine Antworten finde, werde der Spaß des fröhlich unterhaltsamen Vampirfilms für ein jüngeres Publikum nicht geschmälert. Ähnlich sieht es Jeannette Catsoulis von der New York Times, laut der das Drehbuch von Sherman Payne es schaffe, nachdenklich zu sein, ohne dem Zuschauer den Spaß am Film zu nehmen. Zudem könnten nicht nur die schauspielerischen Leistungen begeistern, sondern auch die soliden, unauffälligen visuellen Effekte.
Auch Bill Goodykoontz von der Arizona Republic zieht in seiner Kritik ein überwiegend positives Fazit. Auch wenn der Film zum Ende hin deutlich nachlasse, teilweise willkürliche Handlungselemente einstreue, viele Ideen erwähne, aber nicht weiter verfolge, und etwas zu gehetzt wirke, wodurch die Figuren kaum Raum für Entwicklung hätten, habe Black as Night viel zu bieten. Horrorelemente seien wirksam und die Vielfalt vor und hinter der Kamera auch im fertigen Film zu spüren. Letztendlich sei für Goodykoontz vor allem die Art und Weise löblich, wie eine unterrepräsentierte Bevölkerungsgruppe endlich ihre Anerkennung bekomme. Authentisch nehme Black as Night dabei Perspektiven ein, wie es nur sehr wenige andere Filme tun würden.
Zu einem gemischten Urteil gelangt Dennis Harvey von Variety, für den Black as Night vor allem als übernatürliches Melodrama und nicht als Horrorfilm oder Kommentar über rassenzentrierte historische und politische Themen funktioniere. Auf dem Papier wirke die Idee einer solch schwerwiegenden Hintergrundgeschichte zwar passend, doch der Film schaffe es nicht, sie zu einem integralen Hauptbestandteil der Handlung werden zu lassen. Stattdessen sei Black as Night von der Tonalität her wie ein leichtes, lebhaftes, übernatürliches Jugendabenteuer im Stile der Hardy Boys oder Scooby-Doo, dem es an Angst, Gefahr, Tiefe und Spannung fehle. Nichtsdestotrotz könne der Film durch die schauspielerischen Leistungen der Hauptdarsteller, ein angenehm rasantes Erzähltempo und den visuell ansprechenden Bildern überzeugen.
Eher negativ steht Ferdosa Abdi von Screen Rant dem Film gegenüber. Black as Night habe zwar seine Momente, mangele aber an Leichtigkeit und sei zu unausgegoren. Dabei sei das vielversprechende Drehbuch mit verschiedensten Themen überfüllt, wodurch der fertige Film nicht nur unzusammenhängend sei, sondern sich mit einzelnen Handlungssträngen auch nicht genug auseinandersetze. Gesellschaftliche Kommentare würden die Dynamik des Filmes belasten, allerdings nie zu einem natürlichen Abschluss oder Fazit kommen. Weitere Kritikpunkte seien die abrupten Wendungen und die schlechten Voiceover der Hauptfigur. Nichtsdestotrotz könne Regisseurin Maritte Lee Go aus dem schlechten Drehbuch etwas Sehenswertes machen und auch die bunt zusammengewürfelten jungen Darsteller würden allesamt – bis auf die überflüssige Abbie Gayle – gut performen. Das Hauptproblem von Black as Night sei allerdings weiterhin, dass sich der Film nicht entscheiden könne, ob er eine lustige Action-Horrorkomödie oder eine dramatische Coming-of-Age-Geschichte sein wolle.

### Auszeichnungen
NAACP Image Awards 2022
- Nominierung für die Beste Regie bei einem Fernsehfilm oder Special (Maritte Lee Go)
- Nominierung für das Beste Drehbuch eines Fernsehfilms oder Specials (Sherman Payne)
- Nominierung als Bester Nebendarsteller in einer Miniserie oder einem Fernsehfilm (Keith David)[15]